# Papikeïta
La papikeïta és un mineral de la classe dels silicats que pertany i dona nom al grup del nom arrel papikeïta.

## Característiques
La papikeïta és un inosilicat de fórmula química NaMg₂(Mg₃Al₂}(Al₃Si₅O22)(OH)₂. Va ser aprovada com a espècie vàlida per l'Associació Mineralògica Internacional en el mes de juny de l'any 2023, i encara resta pendent de publicació. Cristal·litza en el sistema ortoròmbic.

## Formació i jaciments
Va ser descrita a partir de mostres recollides a la costa sud-est de l'illa d'Ærøya (Agder, Noruega). També ha estat descrita en altres indrets de Noruega, com la localitat d'Årsheim (Vestland) o la mina d'argent de Kjennerudvann, al municipi d'Øvre Eiker (Viken), i a la mina d'or de Wattle Dam, situada a la localitat australiana de Spargoville (Austràlia Occidental).